# Glistening Holidays
『Glistening Holidays』（グリスニング・ホリデイズ）は、1993年11月21日にリリースされた、原田真二2作目のクリスマス・ミニアルバムであり、通算14作目となるスタジオ・アルバムである。

## 解説
前作のアルバムリリースから2か月で発売された、2作目となるクリスマスアルバム。
レコーディングは、3月から7月に行われた前作『Make it a Paradise』に引き続き、7月から8月の真夏に行われている。
先行シングル「Honey Christmas」（11月1日発売）は、自身初のクリスマスを題材にしたシングル曲。
1曲目が子供達の歌唱＆エンディング曲が A Cappella（Poem朗読も交えた）による、クリスマス・スタンダード「Silent Night（きよしこの夜）」。それ以外はオリジナルの新曲を収録。
「Glistening Holidays」とは、直訳すると“きらめいている愛の休日”。「クリスマスはキラキラ・ワクワクして、最高に入っていきやすい、楽しめるアルバムテーマ」と語る。
後にプロデュースを担当する松田聖子プロジェクトでも3曲（2000-2001年）をナビゲート。酒井法子（1991年）・中川晃教（2007年）へもXmas Songを提供。自身も「またいつか作りたい」と記している。

## 収録曲
1. Silent Night (1:10)
2. Honey Christmas (5:09) ※先行シングル（11.1発売）
3. Ride to the Sun (4:33)
4. Baby (3:11)
5. Lonely Christmas (5:26)
6. One　(5:56)
7. Silent Night　(A CAPELLA) (4:20)

### writer
- All Songs Written，Comosed and Arranged　by Shinji Harada
- (Exsept 「Silent Night」 W／M： Franz Grugber／Joseph Mohr, Japanese lyrics kou Yuki, Poem Written by Mary Stickels)

### recordedd date
July to August　1993

## MUSICIANS
- Recorded and Mixed by Shinji Harada
- Assistant Engineer ： Akira Suzuki